# Ulrichstein
Ulrichstein ist eine Kleinstadt im mittelhessischen Vogelsbergkreis und ein staatlich anerkannter Erholungsort.

## Geographie

### Geographische Lage
Ulrichstein liegt im Mittelgebirge Vogelsberg auf 566 Metern Höhe. Der Schlossberg mit einer Höhe von 609,7 m ü. NHN ist der höchste Punkt Ulrichsteins. Damit ist Ulrichstein Hessens höchstgelegene Stadt. Es ist ein anerkannter Luftkurort und liegt in unmittelbarer Nähe des Naturschutzgebiets Hoherodskopf. Unmittelbar nordöstlich der Ortslage von Ulrichstein befindet sich die Quelle des Flusses Ohm.

### Nachbargemeinden
Ulrichstein grenzt im Norden an die Gemeinde Feldatal, im Osten an die Gemeinde Lautertal, im Süden an die Stadt Schotten, im Südwesten an die Stadt Laubach (Landkreis Gießen) sowie im Westen an die Gemeinde Mücke.

### Stadtgliederung
Die Stadtteile sind seit der Gebietsreform in Hessen 1972:
- Ulrichstein als Kernstadt und Sitz der Stadtverwaltung
- Kölzenhain
- Feldkrücken
- Rebgeshain
- Bobenhausen II
- Helpershain
- Unter-Seibertenrod
- Ober-Seibertenrod
- Wohnfeld

## Ortsgeschichte

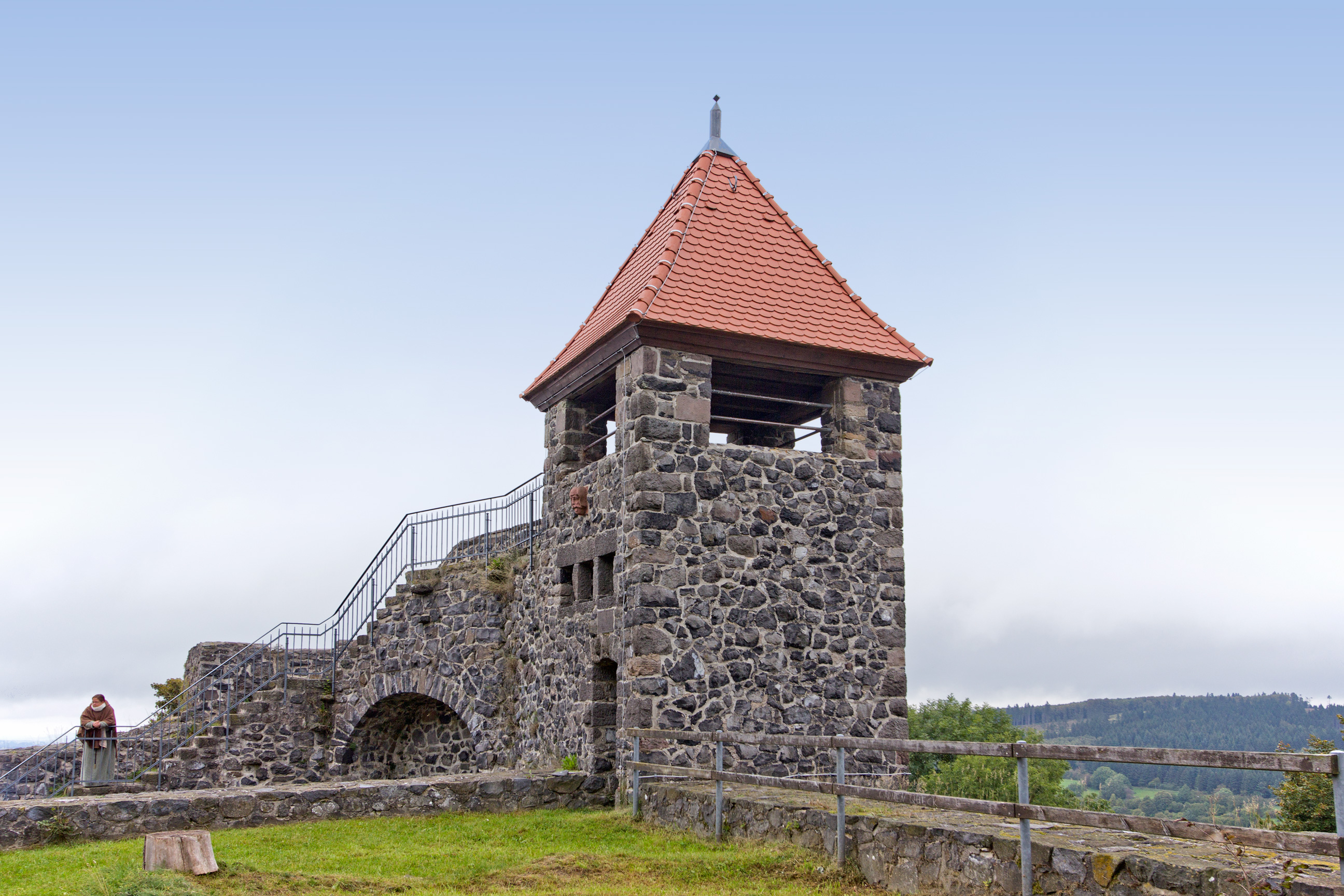
Die Burg

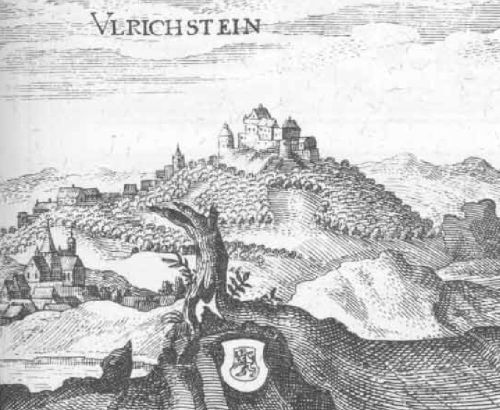
Ulrichstein – Auszug aus der Topographia Hassiae von Matthäus Merian 1655

### Mittelalter
Eine ungesicherte Ersterwähnung der Stadt findet sich 1279, als ein „Bodo Scultetus de Vlrichsteine“ (Schultheiß Bodo von Ulrichstein) erwähnt wird. 1389 spricht eine Urkunde von „zcu dem Ulrichsteine“. Zur Zeit der Riedelesel wandelt sich der Ortsname. In einem Kopiar wird 1468 „Ulstein“ und 1471 in einer Urkunde „Ulerstein“ genannt. In zwei Urkunden der Jahre 1471 und 1567 wird der Name „Mollenstein“ bzw. 1567 „Mulnstein“ („dem gericht Mulnstein“) erwähnt. Diese Namensform entspricht der mundartlichen „Mullsta.“ Die Verschiebung des Ortsnamens zu einem M findet man auch bei Meiches und Merlos, eine Gehöftegruppe bei Bieben. Der Sprachforscher Weigand sieht die Bezüge der Mundartform zu mhd. „mol, molle“ als „Fels, auf dem sich der Molch aufhält.“ Allgemein gilt heute die Deutung, dass Ulrichstein als „Burg des Ulrich“ erklärt wird.
Seinen Ursprung hat der Ort in der heute nur noch denkmalpflegerisch betreuten Ruine der Gipfelburg Ulrichstein auf einem 600 Meter aufragenden Basaltkegel, deren Anfänge im frühen 12. Jahrhundert liegen. Initiiert wurde die Anlage durch den Grafen von Nidda, der die Grenze seines Territoriums und zugleich den Schutz wichtiger Fernstraßen gesichert wissen wollte. Die Besitzverhältnisse im 12. und 13. Jahrhundert sind nicht hinreichend geklärt; möglicherweise gelangte die Burg über die Herren von Büdingen und von Breuberg 1287 an die Landgrafschaft Hessen.
1293 wurden 18 Burgen, darunter die Burgen Petershain und Ulrichstein, durch Landgraf Heinrich I., dem Enkel der Heiligen Elisabeth von Thüringen, zerstört. „Bey diesen Zeiten waren viel Raub-Schloß und Mordkauten in Hessen/ die ihre Lehen nicht von den Fürsten empfangen wollten/ sondern waren des Landes Feind/ etzliche heimlich/etzliche offentlich … die bestreit und gewann der Landgraf/ … etzliche besetzt er mit den Seinen … Petershain/ Ulrichstein …“ Fest steht, dass in einer Urkunde von 1296 der Wald von Ulrichstein als Besitz Heinrichs I. ausgewiesen ist.
Im 14. Jahrhundert kam dieser Besitz als Lehen an die Herren von Eisenbach. Um die Mitte dieses Jahrhunderts wurde die Anlage durch den hessischen Erbmarschall Heinrich von Eisenbach stark befestigt. Um die Bergspitze zog sich eine weitläufige Vorfestung mit Mauern, Türmen und Gräben. Im Inneren der rechteckigen Hauptburg sind Kellerreste von Gebäuden freigelegt. Das heutige Aussichtstürmchen entstand 1905; es bietet eine Panoramarundsicht auf den Vogelsberg. 1347 erhielt Ulrichstein Stadtrecht durch Kaiser Ludwig IV. („der Bayer“). Den Eisenbachern folgten die Riedesel als landgräfliche Erbmarschalle und Rentamtmänner. Sie trieben den Zehnten ein und nahmen bis zum Ende des Alten Reiches auch die Gerichtsbarkeit wahr. Im Dreißigjährigen Krieg wurde die Burganlage stark beschädigt, danach aber instand gesetzt.

### Neuzeit
Ein Stadtbrand 1763 vernichtete die mittelalterliche Bausubstanz bis auf wenige Ausnahmen (Burg-Vorwerk und Haus Pebler, Ulrich-Mull-Straße). Während der Befreiungskriege soll einer Tafel am Gemeindegasthof zufolge Gebhard Leberecht von Blücher im Oktober 1813 Aufenthalt in Ulrichstein genommen haben. Im Wiener Kongress kam Ulrichstein zur Provinz Oberhessen des Großherzogtums Hessen (Hessen-Darmstadt). Die Burg war funktionslos geworden und konnte nicht mehr unterhalten werden; 1826 wurde sie abgebrochen.
Die Statistisch-topographisch-historische Beschreibung des Großherzogthums Hessen berichtet 1830 über Ulrichstein:

„Ulrichstein (L. Bez. Schotten) Stadt; liegt im Vogelsberg, 3 St. von Schotten, hat 164 Häuser und 891 Einwohner, die außer 1 Katholiken und 82 Juden evangelisch sind. Das alte merkwürdige Schloß liegt auf einem Basaltberge der 2501 Hess. (1924 Par.) Fuß über der Meeresfläche erhaben ist, und diente zum Sitz der Beamten. Das Städtchen hängt auf der östlichen Seite, in der Mitte des Ulrichsteiner Schloßbergs, und soll Anfangs auf der westlichen Seite angebaut gewesen seyn, allein die Winde, welche aus der benachbarten großen Ebene, durch das Bobenhäuser, Feldaer und Ohmthal heraufstürmen, und zuweilen ein unerträgliches Zischen, Sausen und Pfeifen verursachen, soll die Einwohner genöthigt haben, ihre Wohnsitze zu verändern. Außer dem Schlosse findet man 1 Kirche, 4 Höfe, nemlich den Langwasser-, Selgen-, Siegsmundshäuser- und Stockmannshof und 6 Mahlmühlen, womit 1 Oelmühle verbunden ist. Die Viehzucht ist bedeutend, und es werden viele Ochsen und Schweine gemästet und ausgeführt, auch werden jährlich 3 Vieh und Krämermärkte gehalten. – Gegen Ende des 13. Jahrhunderts standen hier auf den Höhen des Vogelsbergs, zwei Raubschlösser: Ulrichstein und Petershain, deren Erbauer und Besitzer unbekannt sind, die aber von Landgraf Heinrich I. zerstört wurden. Ulrichstein, auch Molestein, wurde wieder hergestellt, Petershain ist jetzo ein Hof der zu Kölzenhain gehört. Johann von Eisenbach wurde in der ersten Hälfte des 14. Jahrhunderts vom Landgrafen Heinrich II. mit Ulrichstein belehnt, und stellte es auf seine Kosten wieder her. Dessen Bruder erhielt 1343 von demselben Landgrafen, mit der Würde eines Erbmarschalls, zugleich das Haus Ulrichstein und das Gericht Bobenhausen, so wie ihm 1347 Kaiser Ludwig für seine Veste Ulrichstein, die er mit Mauern und Gräben umgeben, alle Rechte und Freiheiten der Stadt Friedberg verlieh, namentlich das Recht, Donnerstags einen Wochenmarkt zu haben und 6 Juden da selbst zu halten. Die Kirche verdankte den Herrn von Eisenbach ihre Entstehung, und der Marschall Rörich II., der sie 1390 seine Kirche nennt, beschenkte sie mit Gütern. Die Lehengüter sind seit dem Abgang der Eisenbacher an Hessen zurückgefallen. Im Jahr 1435 versetzte Landgraf Ludwig der Friedsame, an Hermann Riedesel das Schloß Ulrichstein, nebst Felda und Bobenhausen.“

### Flugunfall 1948
Am 12. Februar 1948 gegen 13:25 Uhr kollidierte ein Verkehrsflugzeug des Typs Douglas DC-3 (C-53) der dänischen Fluggesellschaft Det Danske Luftfartselskab (DDL) (Luftfahrzeugkennzeichen OY-DCI) auf dem Flug von Kopenhagen über Frankfurt nach Zürich bei Ulrichstein mit dem Vogelsberg. Während des Sinkfluges zum Flughafen Frankfurt in schlechtem Wetter meldeten die Piloten einen Triebwerksausfall und das Unvermögen, die Flughöhe zu halten. Sie planten eine Notlandung in einem Feld bei Ulrichstein. Dabei riss jedoch eine Tragfläche ab. Von den 21 Insassen kamen 12 ums Leben, vier Besatzungsmitglieder und 8 Passagiere.

### Eingemeindungen 1971/72
Am 31. Dezember 1971 fusionierten im Zuge der Gebietsreform in Hessen die Stadt Ulrichstein, die Gemeinden Kölzenhain und Rebgeshain aus dem Landkreis Lauterbach sowie die Gemeinden Bobenhausen II, Helpershain, Ober-Seibertenrod, Unter-Seibertenrod und Wohnfeld aus dem Landkreis Alsfeld freiwillig zu einer neuen Gemeinde, der heutigen Stadt Ulrichstein. Am 1. August 1972 kam durch Landesgesetz noch die Gemeinde Feldkrücken hinzu.

### Verwaltungsgeschichte im Überblick
Die folgende Liste zeigt die Staaten und Verwaltungseinheiten, denen Ulrichstein angehört(e):

- vor 1567: Heiliges Römisches Reich, Landgrafschaft Hessen, Gericht Ulrichstein
- ab 1567: Heiliges Römisches Reich, Landgrafschaft Hessen, Amt Ulrichstein[22]
- ab 1570: Heiliges Römisches Reich, Landgrafschaft Hessen-Marburg, Amt Ulrichstein
- ab 1604: Heiliges Römisches Reich, Landgrafschaft Hessen-Darmstadt, Amt Ulrichstein[23]
- 1787: Heiliges Römisches Reich, Landgrafschaft Hessen-Darmstadt, Oberfürstentum Hessen, Amt Ulrichstein[24]
- ab 1806: Großherzogtum Hessen,[Anm. 2] Fürstentum Oberhessen, Oberamt Alsfeld, Amt Ulrichstein[25][26]
- ab 1815: Großherzogtum Hessen, Provinz Oberhessen, Amt Ulrichstein[27]
- ab 1821: Großherzogtum Hessen, Provinz Oberhessen, Landratsbezirk Schotten[28][Anm. 3]
- ab 1832: Großherzogtum Hessen, Provinz Oberhessen, Kreis Nidda
- ab 1838: Großherzogtum Hessen, Provinz Oberhessen, Kreis Grünberg
- ab 1848: Großherzogtum Hessen, Regierungsbezirk Nidda
- ab 1852: Großherzogtum Hessen, Provinz Oberhessen, Kreis Schotten
- ab 1867: Norddeutscher Bund[Anm. 4] Großherzogtum Hessen, Provinz Oberhessen, Kreis Schotten
- ab 1871: Deutsches Reich, Großherzogtum Hessen, Provinz Oberhessen, Kreis Schotten
- ab 1918: Deutsches Reich (Weimarer Republik), Volksstaat Hessen, Provinz Oberhessen, Kreis Schotten
- ab 1938: Deutsches Reich, Volksstaat Hessen, Landkreis Lauterbach[29][Anm. 5]
- ab 1945: Amerikanische Besatzungszone,[Anm. 6] Groß-Hessen, Regierungsbezirk Darmstadt, Landkreis Lauterbach
- ab 1946: Amerikanische Besatzungszone, Hessen, Regierungsbezirk Darmstadt, Landkreis Lauterbach
- ab 1949: Bundesrepublik Deutschland, Hessen, Regierungsbezirk Darmstadt, Landkreis Lauterbach
- ab 1972: Bundesrepublik Deutschland, Hessen, Regierungsbezirk Darmstadt, Vogelsbergkreis
- ab 1981: Bundesrepublik Deutschland, Hessen, Regierungsbezirk Gießen, Vogelsbergkreis

### Gerichte seit 1803
In der Landgrafschaft Hessen-Darmstadt wurde mit Ausführungsverordnung vom 9. Dezember 1803 das Gerichtswesen neu organisiert. Für die Provinz Oberhessen wurde das Hofgericht Gießen als Gericht der zweiten Instanz eingerichtet. Die Rechtsprechung der ersten Instanz wurde durch die Ämter bzw. Standesherren vorgenommen und somit war für Ulrichstein das Amt Ulrichstein zuständig. Nachdem die Landgrafschaft Hessen-Darmstadt 1806 durch den Rheinbund-Beitritt zum Großherzogtum Hessen erhoben wurde, wurden die Aufgaben der ersten Instanz 1821–1822 im Rahmen der Trennung von Rechtsprechung und Verwaltung auf die neu geschaffenen Land- bzw. Stadtgerichte übertragen. Ulrichstein fiel in den Gerichtsbezirk des „Landgerichts Schotten“. Durch Verfügung des Großherzoglich Hessischen Ministeriums des Innern und der Justiz wurden am 1. Dezember 1838 Ulrichstein an den Bezirk des neu errichteten Landgerichts Ulrichstein abgetreten.
Anlässlich der Einführung des Gerichtsverfassungsgesetzes mit Wirkung vom 1. Oktober 1879, infolge derer die bisherigen großherzoglichen Landgerichte durch Amtsgerichte an gleicher Stelle ersetzt wurden, während die neu geschaffenen Landgerichte nun als Obergerichte fungierten, kam es zur Umbenennung in Amtsgericht Ulrichstein und Zuordnung in den Bezirk des Landgerichts Gießen.
1943 verlor das Amtsgericht Ulrichstein seine Selbständigkeit und wurde zur Zweigstelle des Amtsgerichts Schotten. Mit Wirkung zum 1. Juli 1968 erfolgte die Auflösung des Amtsgerichts Schotten und Ulrichstein kam zum Gerichtsbezirk des Amtsgerichts Lauterbach. Am 1. Januar 2005 wurde das Amtsgericht Lauterbach als Vollgericht aufgehoben und zur Zweigstelle des Amtsgerichts Alsfeld. Zum 1. Januar 2012 wurde auch diese Zweigstelle geschlossen.

## Bevölkerung

### Einwohnerstruktur 2011
Nach den Erhebungen des Zensus 2011 lebten am Stichtag, dem 9. Mai 2011, in Ulrichstein 3081 Einwohner. Darunter waren 45 (1,5 %) Ausländer, von denen 27 aus dem EU-Ausland, 9 aus anderen europäischen Ländern und 9 aus anderen Staaten kamen. (Bis zum Jahr 2020 erhöhte sich die Ausländerquote auf 4,1 %.) Nach dem Lebensalter waren 444 Einwohner unter 18 Jahren, 1112 zwischen 18 und 49, 732 zwischen 50 und 64 und 794 Einwohner waren älter. Die Einwohner lebten in 1346 Haushalten. Davon waren 402 Singlehaushalte, 446 Paare ohne Kinder und 371 Paare mit Kindern, sowie 115 Alleinerziehende und 12 Wohngemeinschaften. In 369 Haushalten lebten ausschließlich Senioren und in 755 Haushaltungen lebten keine Senioren.

### Einwohnerentwicklung
| • 1806: | 835 Einwohner, 155 Häuser           |
| • 1829: | 891 Einwohner, 164 Häuser           |
| • 1867: | 906 Einwohner, 159 bewohnte Gebäude |
| • 1875: | 886 Einwohner, 162 bewohnte Gebäude |

| Ulrichstein: Einwohnerzahlen von 1791 bis 2020 | Ulrichstein: Einwohnerzahlen von 1791 bis 2020 | Ulrichstein: Einwohnerzahlen von 1791 bis 2020 | Ulrichstein: Einwohnerzahlen von 1791 bis 2020 | Ulrichstein: Einwohnerzahlen von 1791 bis 2020 |
| --- | ---------------------------------------------- | ---------------------------------------------- | ---------------------------------------------- | ---------------------------------------------- |
| Jahr |                                                |                                                |                                                | Einwohner                                      |
| 1791 | 1791                                           |                                                | 792                                            | 792                                            |
| 1800 | 1800                                           |                                                | 776                                            | 776                                            |
| 1806 | 1806                                           |                                                | 835                                            | 835                                            |
| 1829 | 1829                                           |                                                | 891                                            | 891                                            |
| 1834 | 1834                                           |                                                | 945                                            | 945                                            |
| 1840 | 1840                                           |                                                | 996                                            | 996                                            |
| 1846 | 1846                                           |                                                | 1.025                                          | 1.025                                          |
| 1852 | 1852                                           |                                                | 984                                            | 984                                            |
| 1858 | 1858                                           |                                                | 965                                            | 965                                            |
| 1864 | 1864                                           |                                                | 918                                            | 918                                            |
| 1871 | 1871                                           |                                                | 856                                            | 856                                            |
| 1875 | 1875                                           |                                                | 886                                            | 886                                            |
| 1885 | 1885                                           |                                                | 873                                            | 873                                            |
| 1895 | 1895                                           |                                                | 817                                            | 817                                            |
| 1905 | 1905                                           |                                                | 824                                            | 824                                            |
| 1910 | 1910                                           |                                                | 893                                            | 893                                            |
| 1925 | 1925                                           |                                                | 818                                            | 818                                            |
| 1939 | 1939                                           |                                                | 806                                            | 806                                            |
| 1946 | 1946                                           |                                                | 1.287                                          | 1.287                                          |
| 1950 | 1950                                           |                                                | 1.165                                          | 1.165                                          |
| 1956 | 1956                                           |                                                | 984                                            | 984                                            |
| 1961 | 1961                                           |                                                | 914                                            | 914                                            |
| 1967 | 1967                                           |                                                | 859                                            | 859                                            |
| 1970 | 1970                                           |                                                | 829                                            | 829                                            |
| 1975 | 1975                                           |                                                | 3.286                                          | 3.286                                          |
| 1980 | 1980                                           |                                                | 3.209                                          | 3.209                                          |
| 1985 | 1985                                           |                                                | 3.197                                          | 3.197                                          |
| 1990 | 1990                                           |                                                | 3.626                                          | 3.626                                          |
| 1995 | 1995                                           |                                                | 3.485                                          | 3.485                                          |
| 2000 | 2000                                           |                                                | 3.332                                          | 3.332                                          |
| 2005 | 2005                                           |                                                | 3.253                                          | 3.253                                          |
| 2010 | 2010                                           |                                                | 3.040                                          | 3.040                                          |
| 2011 | 2011                                           |                                                | 3.081                                          | 3.081                                          |
| 2015 | 2015                                           |                                                | 3.017                                          | 3.017                                          |
| 2020 | 2020                                           |                                                | 2.908                                          | 2.908                                          |
| Datenquelle: Historisches Gemeindeverzeichnis für Hessen: Die Bevölkerung der Gemeinden 1834 bis 1967. Wiesbaden: Hessisches Statistisches Landesamt, 1968. Weitere Quellen: ; ab 1975; Zensus 2011 Ab 1972 einschließlich der im Zuge der Gebietsreform in Hessen eingegliederten Orte. |                                                |                                                |                                                |                                                |

### Historische Religionszugehörigkeit
| • 1829: | 808 evangelische (= 90,68 %), ein römisch-katholischer (= 0,11 %), 82 jüdische (= 0,20 %) Einwohner |
| • 1961: | 756 evangelische (= 82,71 %) und 142 katholische (= 15,54 %) Einwohner                              |
| • 1987: | 2816 evangelische (= 89,9 %), 187 katholische (= 6,0 %), 130 sonstige (= 4,1 %) Einwohner           |
| • 2011: | 2347 evangelische (= 76,2 %), 236 katholische (= 7,7 %), 498 sonstige (= 16,2 %) Einwohner          |

## Politik

### Stadtverordnetenversammlung
Die Kommunalwahl am 14. März 2021 lieferte folgendes Ergebnis, in Vergleich gesetzt zu früheren Kommunalwahlen:
| Sitzverteilung in der Stadtverordnetenversammlung 2021Insgesamt 15 Sitze - SPD: 5 - Grüne: 1 - FW: 3 - AK: 1 - CDU: 4 - AfD: 1 | Parteien und Wählergemeinschaften | Parteien und Wählergemeinschaften                     | % 2021 | Sitze 2021 | % 2016 | Sitze 2016 | % 2011 | Sitze 2011 | % 2006 | Sitze 2006 | % 2001 | Sitze 2001 |
| Sitzverteilung in der Stadtverordnetenversammlung 2021Insgesamt 15 Sitze - SPD: 5 - Grüne: 1 - FW: 3 - AK: 1 - CDU: 4 - AfD: 1 | SPD                               | Sozialdemokratische Partei Deutschlands               | 32,6   | 5          | 51,7   | 8          | 53,0   | 12         | 47,3   | 11         | 48,7   | 11         |
| Sitzverteilung in der Stadtverordnetenversammlung 2021Insgesamt 15 Sitze - SPD: 5 - Grüne: 1 - FW: 3 - AK: 1 - CDU: 4 - AfD: 1 | FW                                | Freie Wähler                                          | 16,9   | 3          | 32,2   | 5          | –      | –          | –      | –          | –      | –          |
| Sitzverteilung in der Stadtverordnetenversammlung 2021Insgesamt 15 Sitze - SPD: 5 - Grüne: 1 - FW: 3 - AK: 1 - CDU: 4 - AfD: 1 | AK                                | Alternative Kraft                                     | 9,8    | 1          | 16,1   | 2          | 3,1    | 1          | –      | –          | –      | –          |
| Sitzverteilung in der Stadtverordnetenversammlung 2021Insgesamt 15 Sitze - SPD: 5 - Grüne: 1 - FW: 3 - AK: 1 - CDU: 4 - AfD: 1 | GRÜNE                             | Bündnis 90/Die Grünen                                 | 9,8    | 1          | –      | –          | –      | –          | –      | –          | –      | –          |
| Sitzverteilung in der Stadtverordnetenversammlung 2021Insgesamt 15 Sitze - SPD: 5 - Grüne: 1 - FW: 3 - AK: 1 - CDU: 4 - AfD: 1 | CDU                               | Christlich Demokratische Union Deutschlands           | 25,7   | 4          | –      | –          | 33,6   | 8          | 39,7   | 9          | 37,3   | 9          |
| Sitzverteilung in der Stadtverordnetenversammlung 2021Insgesamt 15 Sitze - SPD: 5 - Grüne: 1 - FW: 3 - AK: 1 - CDU: 4 - AfD: 1 | FDP/FWG                           | Freie Demokratische Partei / Freie Wählergemeinschaft | –      | –          | –      | –          | 10,3   | 2          | 13,1   | 3          | 13,9   | 3          |
| Sitzverteilung in der Stadtverordnetenversammlung 2021Insgesamt 15 Sitze - SPD: 5 - Grüne: 1 - FW: 3 - AK: 1 - CDU: 4 - AfD: 1 | AfD                               | Alternative für Deutschland                           | 5,3    | 1          | –      | –          | –      | –          | –      | –          | –      | –          |
| Sitzverteilung in der Stadtverordnetenversammlung 2021Insgesamt 15 Sitze - SPD: 5 - Grüne: 1 - FW: 3 - AK: 1 - CDU: 4 - AfD: 1 | Gesamt                            | Gesamt                                                | 100,0  | 15         | 100,0  | 15         | 100,0  | 23         | 100,0  | 23         | 100,0  | 23         |
| Sitzverteilung in der Stadtverordnetenversammlung 2021Insgesamt 15 Sitze - SPD: 5 - Grüne: 1 - FW: 3 - AK: 1 - CDU: 4 - AfD: 1 | Wahlbeteiligung in %              | Wahlbeteiligung in %                                  | 61,4   | 61,4       | 57,8   | 57,8       | 58,3   | 58,3       | 57,6   | 57,6       | 62,0   | 62,0       |

### Bürgermeister
Nach der hessischen Kommunalverfassung wird der Bürgermeister für eine sechsjährige Amtszeit gewählt, seit dem Jahr 1993 in einer Direktwahl, und ist Vorsitzender des Magistrats, dem in der Stadt Ulrichstein neben dem Bürgermeister ehrenamtlich ein Erster Stadtrat und sechs weitere Stadträte angehören. Bürgermeister ist seit dem 1. Dezember 2023 der parteiunabhängige Steffen Scharmann. Er wurde als Nachfolger von Edwin Schneider, der nach zwei Amtszeiten nicht wieder kandidiert hatte, am 8. Oktober 2023 im ersten Wahlgang bei 74,22 Prozent Wahlbeteiligung mit 56,17 Prozent der Stimmen gewählt.
Amtszeiten der Bürgermeister
- 2023–2029 Steffen Scharmann[51]
- 2011–2023 Edwin Schneider[52]
- 1984–2011 Erwin Heinrich Horst[55]

### Ortsbeiräte
Es bestehen je ein Ortsbezirk für die Stadtteile und die Kernstadt mit Ortsbeirat und Ortsvorsteher, nach Maßgabe der §§ 81 und 82 HGO und des Kommunalwahlgesetzes in der jeweils gültigen Fassung gebildet.
Die Ortsbezirke sind durch das Gebiet der ehemaligen Gemeinden abgegrenzt.
Die Wahl der Ortsbeiräte erfolgt im Rahmen der Kommunalwahlen. Der Ortsbeirat wählt eines seiner Mitglieder zum Ortsvorsteher bzw. zur Ortsvorsteherin. Zur Zusammensetzung siehe die jeweiligen Stadtteile.

### Ortsbeirat Ulrichstein (Kernstadt)
Für die Kernstadt Ulrichstein besteht ein Ortsbezirk (Gebiete der ehemaligen Gemeinde Ulrichstein) mit Ortsbeirat und Ortsvorsteher nach der Hessischen Gemeindeordnung.
Der Ortsbeirat besteht aus fünf Mitgliedern. Bei den Kommunalwahlen in Hessen 2021 betrug die Wahlbeteiligung zum Ortsbeirat 55,74 %. Alle Kandidaten gehörten der „Gemeinschaftsliste Ulrichstein“ an. Der Ortsbeirat wählte Sven Ridder zum Ortsvorsteher.

### Wappen und Flagge
Wappen

Blasonierung: „In goldenem Schild mit blauem Schildbord ein roter gekrönter Löwe.“
Das Wappen wurde der Stadt Ulrichstein am 8. Oktober 1951  und nach der Gebietsreform am 30. April 1974 noch einmal durch den Hessischen Innenminister genehmigt. Gestaltet wurde es durch den Darmstädter Heraldiker Georg Massoth.
Das Wappen entstand aus Stadtsiegeln, die spätestens ab 1600 den Hessischen Löwen, als das Zeichen der Obrigkeit zeigten. Ab 1605 wird der Löwe, zur Unterscheidung vom Hessischen Löwen, meist nur noch einfarbig und mit Schildbord dargestellt. Die Farben und Bekrönung wechselte immer wieder über Zeit.
Flagge

Die Flagge wurde gemeinsam mit dem Wappen 1974 genehmigt und wird wie folgt beschrieben:

„Das von Gelb und Blau geständerte Flaggentuch zeigt das Stadtwappen.“

## Kultur und Sehenswürdigkeiten

### Burgrestaurierung
In den Jahren 1991 bis 2005 nahm ein lokaler gemeinnütziger Förderverein umfangreiche Restaurierungsarbeiten und touristische Dokumentationen an der Burgruine vor.

### Bauwerke
- Blickfang der Gemeinde ist der von Weitem sichtbare Schlossberg Ulrichstein mit Burgruine und Kriegsgräberstätte für in- und ausländische Kriegsopfer. Unterhalb des Bergs liegen zwei zum Burgkomplex gehörende Basaltgebäude, das Zollhaus und die Zehntscheuer, die von 1464 datieren und die ältesten der Stadt konstituieren. Hier wurden Wegzoll und Zehnter eingetrieben.
- Rund um die Schlossruine Ulrichstein wurde der Vogelsberggarten angelegt.
- Die evangelische Kirche (1861), einschiffig mit Chorapsis und schlankem Turm, vereinigt neogotische und neobarocke Stilelemente. Sie ersetzte einen Vorgängerbau. Der flach gedeckte Innenraum weist eine reich ornamentierte Empore und ein Chorgewölbe im spätgotischen Stil auf.
- Ein Museum mit Antiquitäten ist in blauen Schindeln errichtet.
- Beim ehemaligen Amtsgericht von 1838 – beige Schindeln und Fachwerk – neben dem Dorfbrunnen mit Pumpe stehen zwei historische Linden: Die Friedenslinde von 1870/71 und die Bismarck-Linde, gepflanzt zum 80. Geburtstag des Reichskanzlers 1895.
- An die ehemalige jüdische Gemeinde Ulrichsteins erinnern die ehemalige Synagoge (1847), Judenbad und Judenbackhaus (1849) sowie ein jüdischer Friedhof.
- Insgesamt charakterisieren farbige Schindelbauweise und Fachwerk – auch beides in Kombination – zahlreiche Gebäude in Ulrichstein. Dies gilt auch für die Kirchen in den umliegenden Ortsteilen Bobenhausen, Ober- und Unter-Seibertenrod.

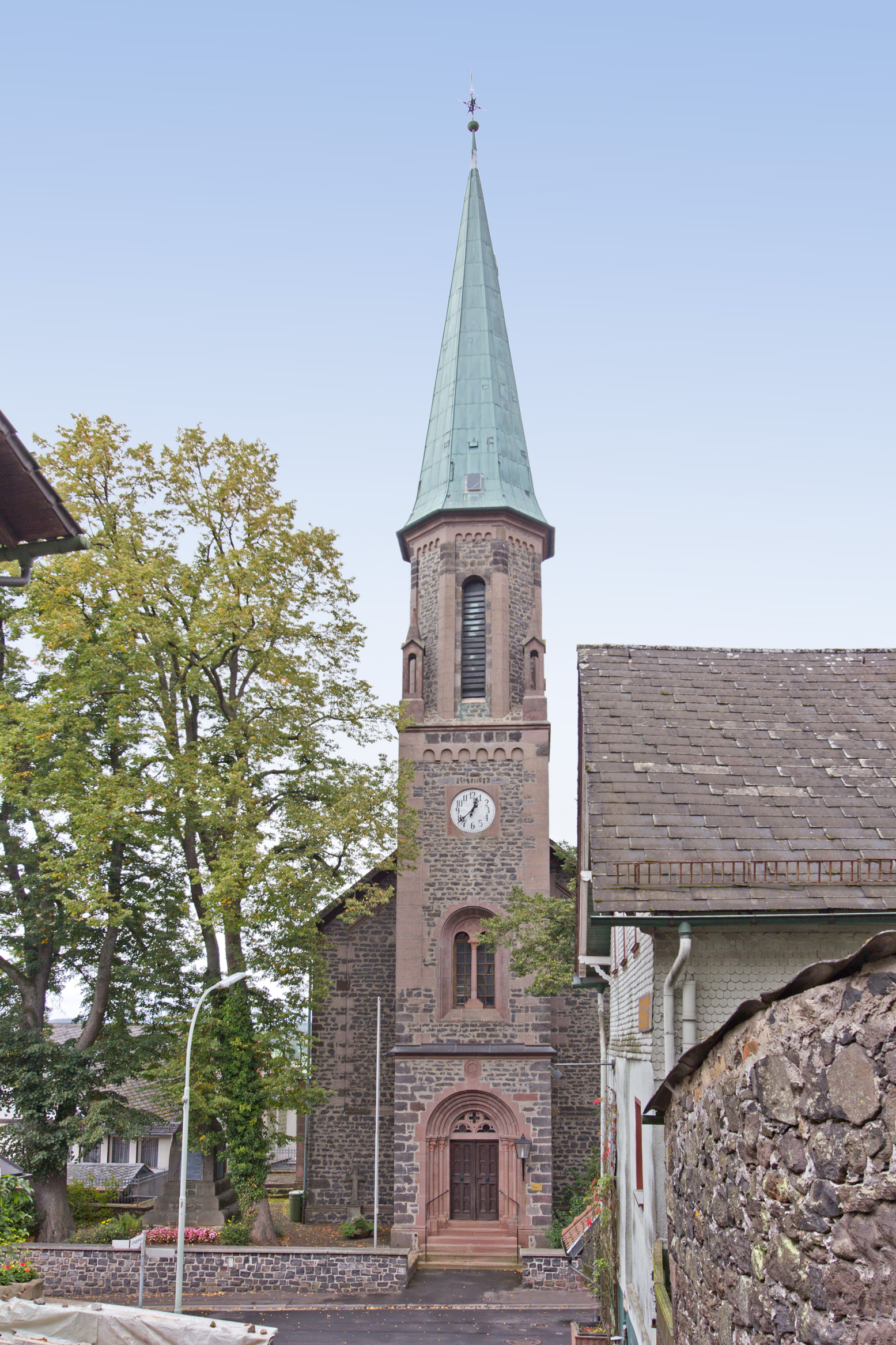
Evangelische Kirche
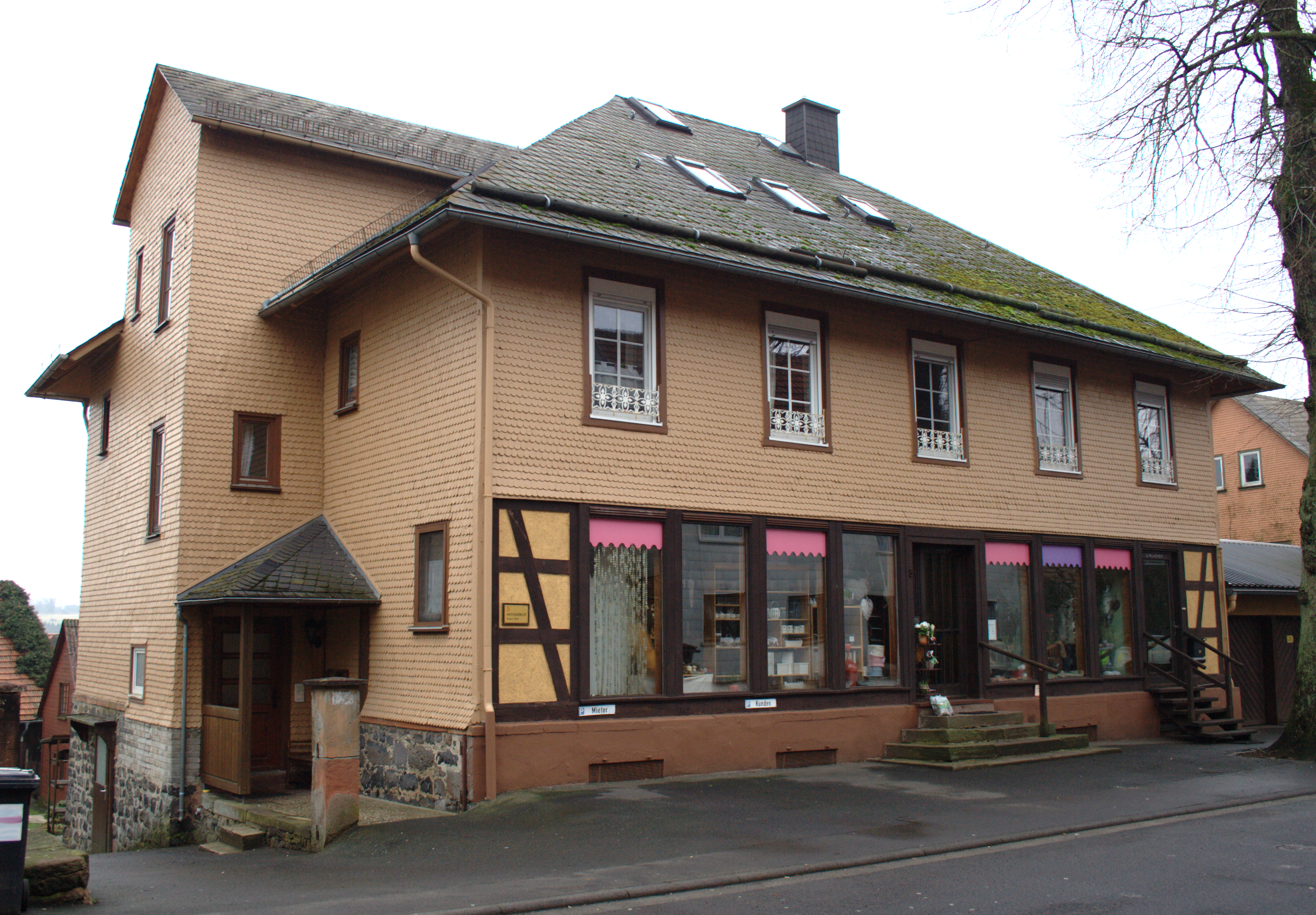
Ehemaliges Amtsgericht
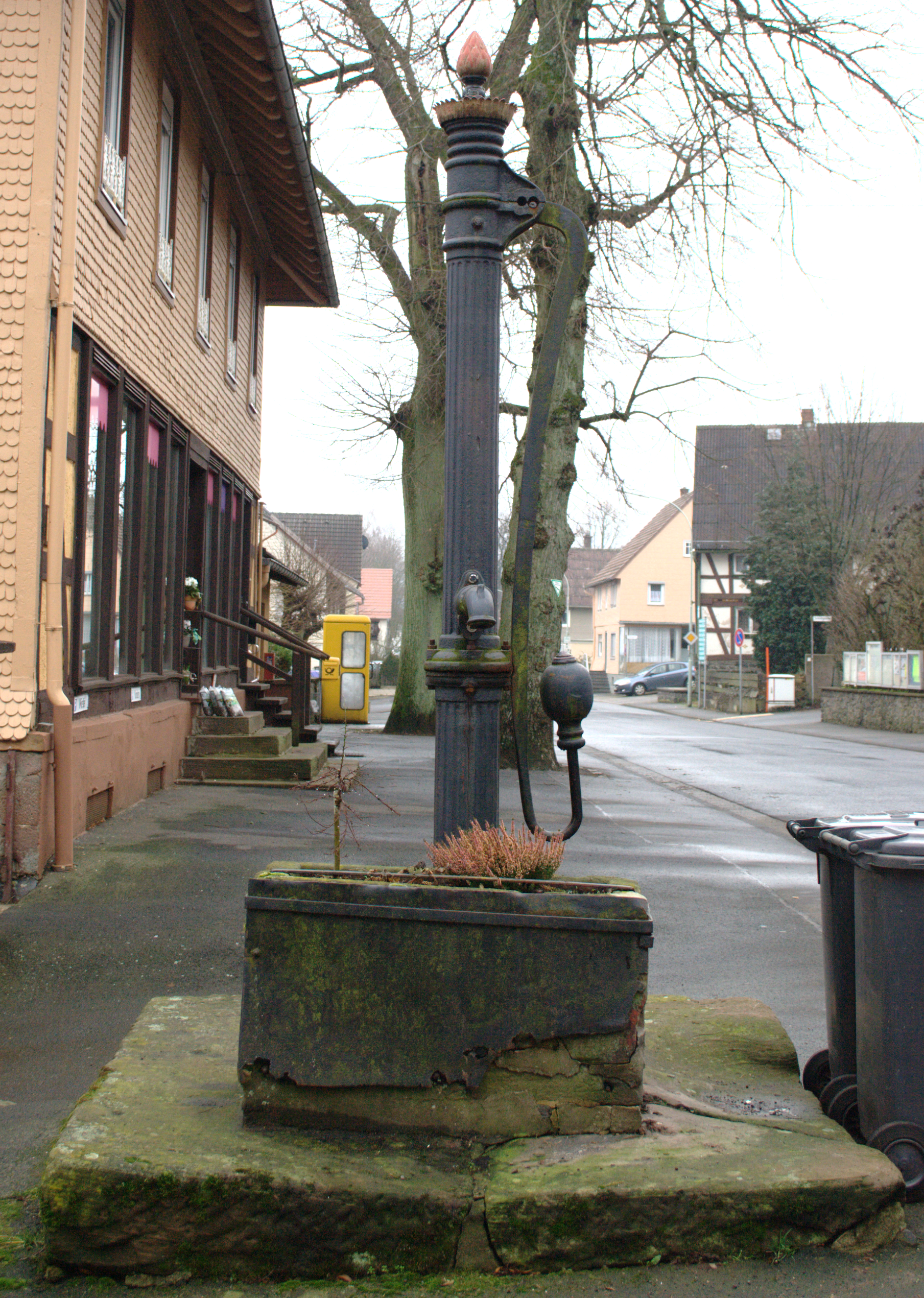
Dorfbrunnen mit Pumpe
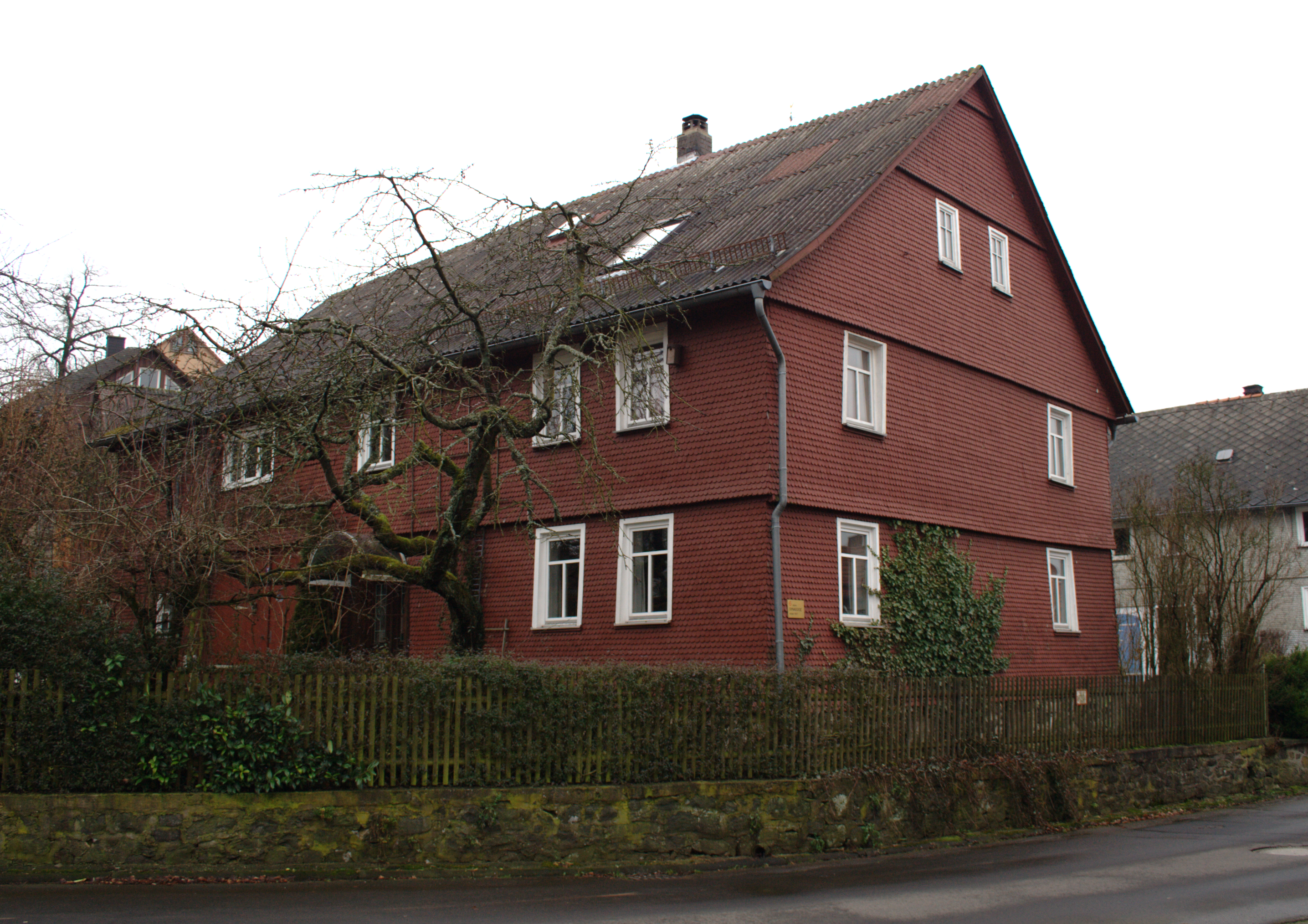
Ehemalige Synagoge
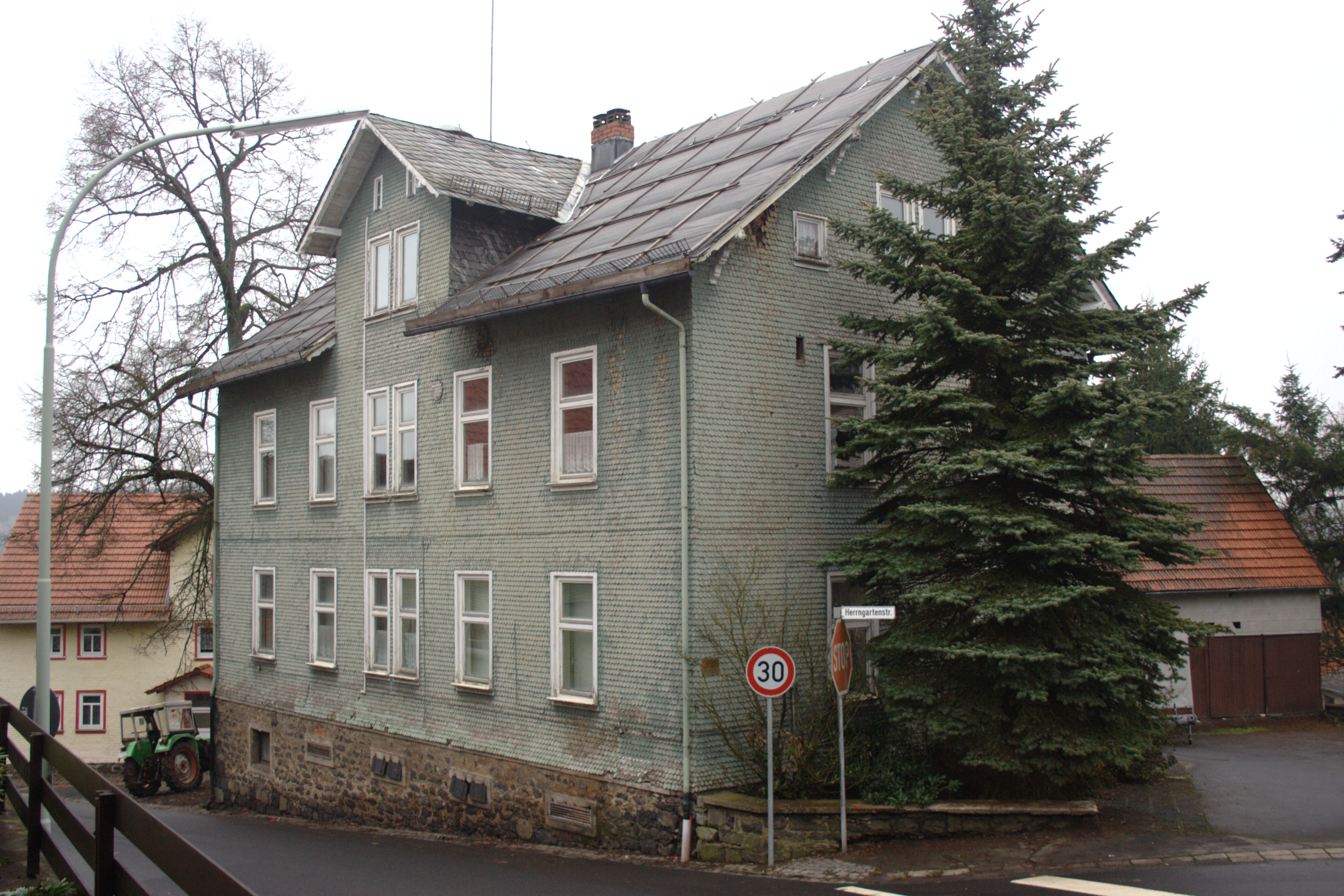
Ehemalige Schule
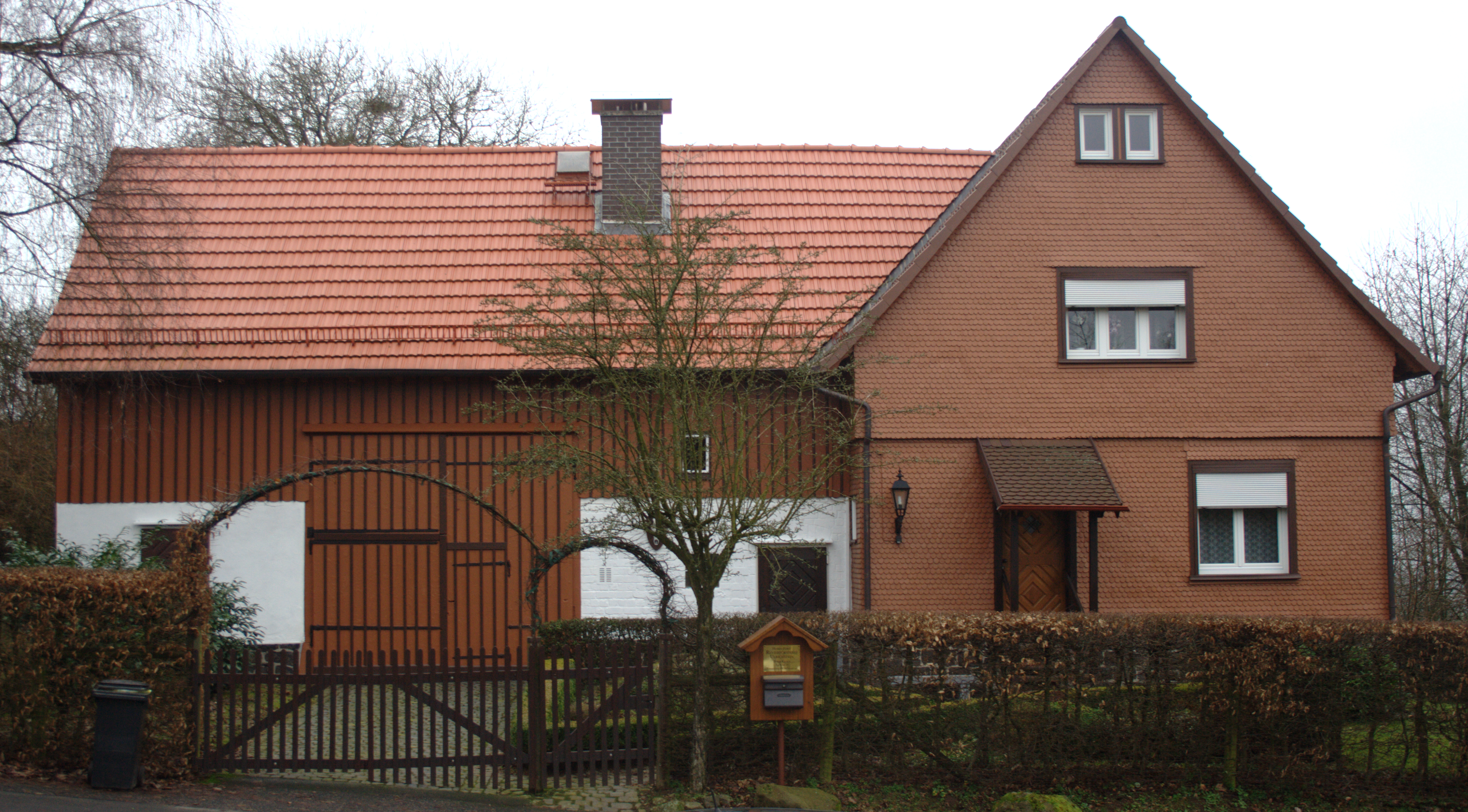
Forsthaus
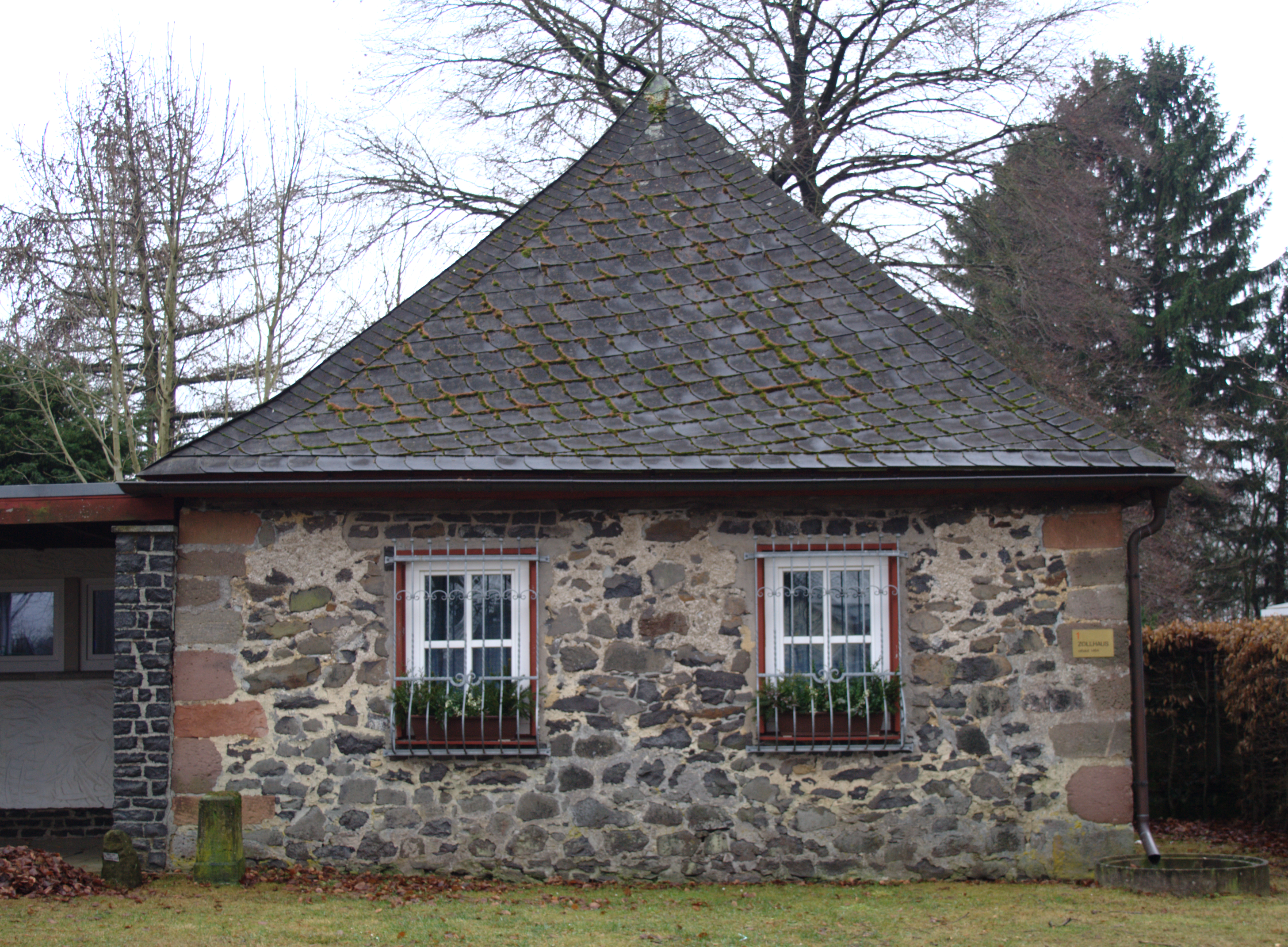
Ehemaliges Zollhaus (Wanderheim des VHC)

## Wirtschaft und Infrastruktur

### Flächennutzung
Das Gemeindegebiet umfasst eine Gesamtfläche von 6561 Hektar, davon entfallen in ha auf:
| Nutzungsart             | Nutzungsart             | 2011 | 2015 |
| ----------------------- | ----------------------- | ---- | ---- |
| Gebäude- und Freifläche | Gebäude- und Freifläche | 206  | 206  |
| davon                   | Wohnen                  | 91   | 90   |
|                         | Gewerbe                 | 7    | 8    |
| Betriebsfläche          | Betriebsfläche          | 12   | 13   |
| davon                   | Abbauland               | 0    | 0    |
| Erholungsfläche         | Erholungsfläche         | 13   | 12   |
| davon                   | Grünanlage              | 6    | 6    |
| Verkehrsfläche          | Verkehrsfläche          | 466  | 466  |
| Landwirtschaftsfläche   | Landwirtschaftsfläche   | 3832 | 3829 |
| davon                   | Moor                    | 0    | 0    |
|                         | Heide                   | 0    | 0    |
| Waldfläche              | Waldfläche              | 1928 | 1934 |
| Wasserfläche            | Wasserfläche            | 55   | 54   |
| Sonstige Nutzung        | Sonstige Nutzung        | 48   | 48   |

### Wirtschaftsstruktur
Größere Gewerbe- oder Industriebetriebe gibt es in Ulrichstein nicht. Die Kleinstadt setzt auf eine für moderaten Naherholungs- und Individualtourismus geeignete Infrastruktur. Neben zwei Hotels mit regionaler und italienischer Gastronomie gibt es eine Reihe von Pensionen, Privatunterkünften, Ferienwohnungen sowie einen Ferienpark. Zudem gibt es viele Wochenendhäuser, welche meist Eigentümer aus dem Rhein-Main-Gebiet haben.

### Windenergie

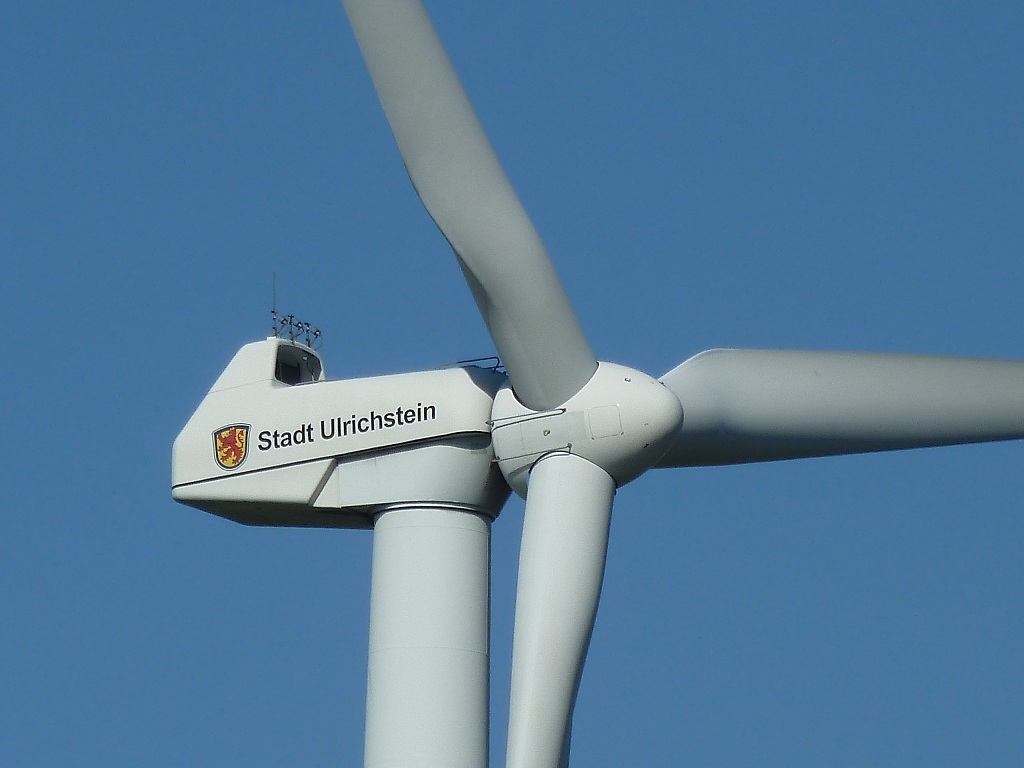
Windkraftanlage der Stadt Ulrichstein

Auch überregional bekannt ist Ulrichstein mittlerweile durch seine vielen Windkraftanlagen. Aufgrund seiner Lage im Hohen Vogelsberg mit seinen windexponierten Kämmen bestehen hier gute Voraussetzungen für die Nutzung der Windenergie. Der erste Windpark im Stadtgebiet wurde 1994 auf der 558 m hohen Platte oberhalb des Stadtteils Ober-Seibertenrod errichtet. Dieser gehörte gleichzeitig zu den ersten kommerziellen Windparks in Hessen. Betreiber war (und ist) eine Zweckgesellschaft der hessenEnergie GmbH, die seit 2002 wiederum zur OVAG gehört und mittlerweile noch weitere Windparks im Stadtgebiet betreibt.
Im Juli 1996 nahm Ulrichstein den ersten kommunalen Windpark Deutschlands in Betrieb, ebenfalls im Gebiet Auf der Platte. Insgesamt entstanden bis heute drei kommunale Windparks, die in Kooperation mit der hessenEnergie durch die Stadtwerke Ulrichstein als kommunaler Eigenbetrieb geführt werden. Anders als bei Windparks externer Investoren stehen bei diesem Betreiberkonzept sämtliche Einnahmen dem Haushalt der Stadt unmittelbar zur Verfügung. Weiterhin existieren einige Bürger-Windkraftanlagen. Zum ältesten Windpark Auf der Platte gehört auch ein Windenergie-Lehrpfad, der auf mehreren Hinweistafeln über die Nutzung der Windenergie informiert.

## Söhne und Töchter der Stadt
- Hugo Hepding (* 7. September 1878 in Ulrichstein; † 24. September 1959 in Gießen), deutscher Klassischer Philologe, Volkskundler und Bibliothekar
- Wolfgang Gerhardt (* 31. Dezember 1943 in Helpershain; † 13. September 2024 in Wiesbaden), hessischer Politiker (FDP) und Bundesvorsitzender der FDP 1995–2001
- Matthias Beltz (* 31. Januar 1945 in Wohnfeld; † 27. März 2002 in Frankfurt am Main), deutscher Kabarettist und freier Autor